# シャナ・マックロー
シャナ・マックロー（Shanna McCullough、1960年4月1日 - ）は、アメリカ合衆国のポルノ女優。

## 経歴
高校時代は演劇部に所属。大学では会計学を学び、卒業後は父親の家業を手伝っていた。
1982年から1990年までポルノ業界で活動した後、一度引退を表明したが、翌年に再び復帰し2006年まで長期に渡り活躍した。
2001年11月、ディレクターのJim Enrightと結婚したとされる。
2008年3月には、ロサンゼルスマラソンに参加した。

## 受賞歴
- 1988年 AVN最優秀主演女優賞（ビデオ部門） - 『Hands Off』
- 1995年 XRCO殿堂顕彰
- 1997年 AVN最優秀助演女優賞（フィルム部門） - 『Bobby Sox』
- 1999年 AVN最優秀主演女優賞（フィルム部門） - 『Looker』
- 2000年 AVN最優秀助演女優賞（ビデオ部門） - 『Double Feature』
- AVN殿堂顕彰